# Уньяйш-у-Велью
Уньяйш-у-Велью (порт. Unhais-o-Velho)  —  район (фрегезия) в Португалии,  входит в округ Коимбра. Является составной частью муниципалитета  Пампильоза-да-Серра. По старому административному делению входил в провинцию Бейра-Байша. Входит в экономико-статистический  субрегион Пиньял-Интериор-Норте, который входит в Центральный регион. Население составляет 632 человека на 2001 год. Занимает площадь 40,06 км².